# Ricky Harris
Ricky Dontae Harris (Baltimore, Maryland, Estados Unidos, 12 de agosto de 1987) es un ex-baloncestista estadounidense, que jugaba como base.

## Carrera universitaria
Harris jugó en los equipos de la Calvert Hall College High School y de The Winchendon School, siendo reclutado por los UMass Minutemen, el equipo de baloncesto de la Universidad de Massachusetts Amherst que compite en la Atlantic 10 Conference de la División I de la NCAA.
Tras cuatro años, Harris dejó el baloncesto universitario estadounidense con marcas de 22.7 puntos, 3.6	rebotes y 2.5 asistencias por juego.  

### Universidades
| Club            | País           | Clase     | Año         |
| --------------- | -------------- | --------- | ----------- |
| UMass Minutemen | Estados Unidos | Freshman  | 2006 - 2007 |
| UMass Minutemen | Estados Unidos | Sophomore | 2007 - 2008 |
| UMass Minutemen | Estados Unidos | Junior    | 2008 - 2009 |
| UMass Minutemen | Estados Unidos | Senior    | 2009 - 2010 |

## Carrera profesional
Comenzó su carrera profesional en el KK Šiauliai, disputando la Lietuvos Krepšinio Lyga (8 presencias) y la Liga BBL (14 presencias). En enero del 2011 es transferido al Ferro-ZNTU Zaporozhye de la Superliga de Baloncesto de Ucrania, participando de 29 partidos.
En el año 2011 jugó en la Philippine Basketball Association con los B-Meg Llamados. Luego firmó con el Würzburg, donde disputó 35 partidos en la Bundesliga (29 partidos de temporada regular y 6 de playoff). En septiembre del 2012 fue adquirido por la Effe Biancoblù Basket Bologna. Un año después, Harris disputaría la NBA Summer League como parte de los Toronto Raptors. Sin embargo, al no recibir una oferta de contrato para la temporada regular, al culminar el certamen retornó al Würzburg.
Jugó dos años en la Türkiye Basketbol 1. Ligi, la segunda categoría del baloncesto turco, defendiendo los colores del Akhisar Belediyespor y del Muğla Ormanspor. Entre medio de ambas experiencias tuvo un fugaz paso por el Maccabi Rishon LeZion de la Ligat Winner de Israel.
Los últimos años de su carrera como jugador profesional transcurrieron entre Sudamérica y el Cercano Oriente: fue ficha extranjera de Salta Basket y de San Martín de Corrientes -dos clubes de la Liga Nacional de Básquet de Argentina-, actuó brevemente en el Al Sharjah de los Emiratos Árabes Unidos, y se despidió actuando para CD Las Ánimas en la frustrada temporada 2019-20 de la LNB de Chile.
Harris disputó asimismo varias ediciones del TBT en su país natal.

### Clubes
Actualizado al 3 de septiembre de 2022

| Club                     | País                   | Año         |
| ------------------------ | ---------------------- | ----------- |
| KK Šiauliai              | Lituania               | 2010 - 2011 |
| Ferro-ZNTU Zaporozhye    | Ucrania                | 2011        |
| B-Meg Llamados           | Filipinas              | 2011        |
| Würzburg                 | Alemania               | 2011 - 2012 |
| Basket Bologna           | Italia                 | 2012 - 2013 |
| Würzburg                 | Alemania               | 2013 - 2014 |
| TBB Trier                | Alemania               | 2014 - 2015 |
| Akhisar Belediyespor     | Turquía                | 2015        |
| Maccabi Rishon LeZion    | Israel                 | 2016        |
| Muğla Ormanspor          | Turquía                | 2016 - 2017 |
| Salta Basket             | Argentina              | 2017 - 2018 |
| Al Sharjah               | Emiratos Árabes Unidos | 2018        |
| San Martín de Corrientes | Argentina              | 2019        |
| CD Las Ánimas            | Chile                  | 2019 - 2020 |